# Andover, New Hampshire
Andover är en kommun (town) i Merrimack County i delstaten New Hampshire, USA med 2 371 invånare (2010). 